# Solymár István (pap)
Solymár István (született: Schumacher István) (Szentjakabfa, 1905. szeptember 20. – Székesfehérvár, 1970. december 20.) plébános.

## Élete
Névváltoztatását a BM 293030/1940. II. a. sz. alatt engedélyezte. A polgári iskolát 1918-21-ig Balatonfüreden, a gimnázium V-VIII. osztályát 1921-25-ig Veszprémben járta, 1925. június 7-én érettségizett. A veszprémi kisszemináriumba felvették 1922-ben. A filozófiát a Collegium Germanico-Hungaricum növendékeként Rómában 1925-27-ben, a teológiát pazmanitaként Bécsben tanulta 1927-31-ig.
Pappá szentelték 1930. június 22-én. Káplán volt Berzencén 1931. július 1-jétől, Igalon 1932. július 1-jétől, Kaposvárott 1932. december 28-tól, szemináriumi lelkiigazgató 1935. december 30-tól.
Teológiai doktorrá avatták 1936. április 30-án. Lelkész volt Herenden 1939. szeptember 1-jétól, a veszprémi kerület helyettes esperese 1940 márciusától szeptember 12-ig, püspöki biztos és hitoktató, tb. esperes Nagykanizsán 1940. szeptember 12-től, lelkész ugyanott a Jézus Szíve-plébánián 1941. január 1-jétől.
Püspöki titkárként működött 1943. április 11-től augusztus 16-ig, tb. pápai kamarás 1943-tól, ismét szemináriumi lelkiigazgató és teológiai tanár volt 1943. augusztus 16-tól 1946. július 8-ig, hitoktató Veszprémben az Irgalmas Nővérek Ranolder Intézetében 1946. augusztus 1-től. Plébános Tapolcán 1948. december 7-től, a tapolcai kerület esperese 1948. december 24-től, plébános Mennyén 1955-től, nyugalomban 1961-t6l, szentszéki bíró 1963-tól.
Elhunyt 1970. december 20-án Székesfehérvárott a Papi Otthonban, 65 éves korában. Szentjakabfán temették december 29-én.
Nagykanizsán megszervezte a Jézus Szíve egyházközséget, házat vásárolt plébánialak céljára.
Doktori értekezése: Die Staatsráson. Das Wesen, die geschichtliche Entwicklung und die sittlich-rechtliche Beurteilung.